# Verlichting (boeddhisme)
Verlichting is een westers begrip waarmee verschillende boeddhistische begrippen vertaald worden.

## Verschillende begrippen
Verlichting is de vertaling van verschillende begrippen, waaronder bodhi (Pali en Sanskriet), prajna, kensho, satori, en boeddhaschap.
Bodhi is een begrip uit het Theravada-boeddhisme, en betekent zowel 'ontwaken' als 'begrijpen'. Iemand die ontwaakt is ziet de werking van onze geest die ons gevangen houdt in lijden, en de weg naar de verandering van deze geest waardoor dit lijden wordt opgeheven.
Prajna is een begrip uit het Mahayana-boeddhisme. Het verwijst naar het inzicht in sunyata, het ontbreken van een onveranderlijke essentie in alles wat er bestaat. Maar het verwijst ook naar tathagata-garba of Boeddha-natuur, het essentiële eenheidsbewustzijn achter de wereld der verschijnselen.
Kensho (Japans) betekent "zien in de eigen ware aard", die leeg is. Satori is de ervaring van kensho.
Inzicht in het lijden en de leegte betekent nog niet dat het lijden opgeheven is. Om het volledige boeddhaschap te bereiken, waar dit ontwaken het begin van kan zijn, is verdere oefening noodzakelijk.

### Theravada
Het Theravada-boeddhisme is de enige overgebleven school van het oudste boeddhisme.

#### Betekenis van verlichting
In de suttapitaka, de boeddhistische canon zoals die is vastgelegd in de Theravada-traditie, komen enkele teksten voor waarin de Boeddha vertelt over zijn eigen ontwaken.
In de Vanapattha Sutta (Majjhima, hoofdstuk 17) beschrijft de boeddha het leven in de jungle, en het verkrijgen van inzicht. Na het vernietigen van de verstoringen van de geest, en het concentreren van de geest (dhyana) verkreeg hij drie inzichten (vidhya):
1. Inzicht in zijn vorige levens
2. Inzicht in de werking van karma en wedergeboorte
3. Inzicht in de Vier Edele Waarheden

Het inzicht in de Vier Edele Waarheden wordt hier verlichting genoemd. De monnik (bikkhu) heeft 
"...attained the unattained supreme security from bondage".

Verlichting wordt ook beschreven als het bereiken van Nirvana, het uitdoven van de verlangens waardoor het lijden wordt opgeheven en er geen wedergeboorte meer plaatsvindt. Het inzicht ontstaat dat deze bevrijding zeker is: 
"Knowledge arose in me, and insight: my freedom is certain, this is my last birth, now there is no rebirth".
Verlichting is hier dus zowel inzicht in wedergeboorte en karma, als inzicht in de Vier Edele Waarheden, het uitdoven van de verlangens waardoor Nirvana wordt bereikt, én de zekerheid dàt de verlossing bereikt is.

#### De Boeddhistische weg naar ontwaken
In het boeddhisme kan het ontwaken alleen bereikt worden door inzicht in de drie karakteristieken. Een hulpmiddel hierbij is meditatie. Gautama de Boeddha heeft hiertoe twee meditatietechnieken onderwezen: samatha en vipassana. Bij samatha wordt de geest geconcentreerd, bijvoorbeeld op een klank of een visualisatie, waardoor de geest tot rust komt. Bij vipassana is men aandachtig gewaar van alles wat er tevoorschijn komt in het bewustzijn: lichaamssensaties, gedachten, gevoelens. Hierdoor verkrijgt men inzicht in de veranderlijke aard van de geest en de werkelijkheid.

#### Niveaus van ontwaken
Het Theravada-boeddhisme onderscheidt niveaus van verlichting.
De Sotapanna, degene die de stroom is ingestapt, heeft een eerste glimp van Nirvana gezien. Hij heeft ten hoogste nog zeven wedergeboortes te gaan voordat het volledige ontwaken wordt bereikt. De Sakadagami keert nog een keer terug als gewone sterveling. De Anagami keert niet meer terug als gewone sterveling.
De Arahant is ontwaakt, maar ondergaat in dit leven nog de uitwerking van karmische zaden uit een vorig leven (en kan dus te maken hebben met fysiek en anderszins lijden!). Hij heeft het ontwaken bereikt met de hulp van een leraar. De pacceka-boeddha is ook ontwaakt en onderhevig aan karmische resten, maar heeft het ontwaken op eigen kracht en zonder hulp bereikt.
Een Boeddha (in pali ook wel 'Samma Sambuddha' genoemd) is een zeldzame verschijning, die de dhamma herstelt nadat die verloren is gegaan op aarde.

### Mahayana
Het Mahayana-boeddhisme baseert zich op het oudste boeddhisme, maar legt eigen accenten. Het vat de Vier Edele Waarheden en het Achtvoudige Pad samen in de termen Prajna en Karuna, wijsheid en mededogen.

#### Sunyata
De Madhyamaka benadrukt het inzicht in de leegte, sunyata: alle verschijnselen zijn zonder essentie, er is geen uiteindelijke werkelijkheid aan te wijzen. Het is een voortzetting van de leer van anatta causaliteit. Bevrijding is niet mogelijk zonder inzicht in de leegte of essentieloosheid.
In het Tibetaans boeddhisme is de Madhyamaka-leer duidelijk terug te herkennen. Ze benadrukt het basale boeddhistische inzicht in de onbevredigendheid van het menselijk bestaan, naast het streven naar verlichting en het inzicht in de zelfloosheid van alle 'dingen'.

#### Tathagatagarba
Naast de Madhyamaka en de nadruk op sunyata is er ook een idealistische stroming in het boeddhisme, die het bestaan van een essentie achter de wereld der verschijnselen benadrukt. De zogeheten tathagatagarba, de embryonale aanwezigheid van de mogelijkheid tot ontwaken, benadrukt dat de mogelijkheid van ontwaken in ieder voelend wezen aanwezig is. Het bouwt voort op uitspraken van de Boeddha dat het bewustzijn, of de geest, van zichzelf puur en zuiver is, en vervuild of verduisterd wordt door verlangens en begeerte:
"Luminous, monks, is the mind. And it is defiled by incoming defilements".
 Hieruit ontwikkelde zich het idee van een basaal bewustzijn, mula-vijnana. Vervolgens ontstond hieruit het idee dat Boeddha's inzicht in de werking van de geest een puur bewustzijn is, dat alle levende wezens doordringt. Dit pure bewustzijn vormt de kiem (tathagatagarba) waaruit het boeddhaschap groeit. Het is het inzicht in deze essentie van de geest die bij het ontwaken tevoorschijn komt.

#### Zen
Het Zen-boeddhisme bouwt voort op enerzijds de tathagata-garba gedachte, anderzijds op de Madhyamaka-leer van de leegte. Een belangrijke inspiratiebron hierbij is de Lankavatara-soetra.
Het Zen-boeddhisme gebruikt de termen kensho en satori om de verlichtingservaring aan te duiden.
Ken, zien, sho, natuur, wezen, betekent het zien van de eigen ware aard. Satori is de ervaring van kensho.
Zen benadrukt plotselinge verlichting: als de ware aard eenmaal gezien, is de essentie onthuld. Hierin zijn geen gradaties. Deze leerstelling is zeer aansprekend, maar is voortgekomen uit een machtsstrijd in het Chinese Ch'an-boeddhisme van de achtste eeuw, en gepopulariseerd in het westen door het Japanse Rinzai-Zen. In de praktijk moeten ook Zen-monniken hard oefenen. De koreaanse Son-meester Chinu benadrukt dat het inzicht in de leegte wel plotseling is, maar dat er daarna nog veel oefening nodig is om de boeddhistische leer consequent toe te kunnen passen.

## Westers begrip van ontwaken
In het westen heeft het begrip verlichting veelal een romantische betekenis gekregen. Het lijkt synoniem met zelfverwerkelijking en het ware zelf, opgevat als een substantiële essentie die bedekt is door maatschappelijke en sociale conditioneringen.

### Ontwaking als verlichting
Het gebruik van de westerse term verlichting is gebaseerd op de vermeende overeenkomst van bodhi met Aufklärung, het zelfstandig gebruik van de Rede om inzicht te krijgen in de ware aard van de dingen. In de praktijk zijn er sterkere overeenkomsten met de romantiek dan met de Europese verlichting: de nadruk op gevoel, op intuïtief inzicht, op een ware essentie achter de wereld der verschijnselen.

### Romantiek en transcendentalisme
De romantische notie van verlichting als inzicht in een tijdsloze, transcendente werkelijkheid is met name door D.T. Suzuki gepopulariseerd. Verdere popularisering werd in de hand gewerkt door Heinrich Dumoulin. Hij zag metafysica als de uitdrukking van een transcendente waarheid, die volgens hem wel door het Mahayana werd verwoord, maar niet door de pragmatische analyses van het oudste boeddhisme, die anatta benadrukten. Het is ook terug te herkennen in de werken van Ken Wilber.

In het oudste boeddhisme is dit essentialisme niet terug te herkennen. Volgens critici draagt het ook niet bij aan een werkelijk inzicht in het boeddhisme:
"...most of them labour under the old cliché that the goal of Buddhist psychological analysis is to reveal the hidden mysteries in the human mind and thereby facilitate the development of a transcendental state of consciousness beyond the reach of linguistic expression.
Dit transcendentalisme, of essentialisme, wordt door Jesse Bering cognitief-psychologisch verklaard. Hij stelt dat wij mensen voortdurend betekenis geven aan ons leven, en hierbij geneigd zijn tot het zien van zinvolle verbanden en essenties.

### Verlichting als zelfverwerkelijking
Deze romantische noties zien we ook terug in de New Age-beweging, waar de boeddhistische leer eerder gezien wordt als gericht op zelfverwerkelijking, zelfactualisatie en het ware zelf, dan op inzicht in het lijden en de leegte. Een belangrijke factor hierin is de psychologie van Carl Gustav Jung, die de Boeddha zag als een symbool voor het zelf, en de boeddhistische weg als een equivalent van individuatie.